# Ayahualulco (municipalité)
La municipalité d'Ayahualulco est l'une des 212 municipalités de l'État de Veracruz, et est située dans la partie centrale de cet État. Située à l'ouest du golfe du Mexique, la municipalité est assise sur les contreforts de la Sierra Madre orientale, et appartient à la partie nord-ouest du bassin versant du fleuve Río Antigua. Elle a la particularité de présenter une exclave à l'ouest de son territoire principal. Elle est limitrophe au sud-ouest et au sud de l'État de Puebla. Son chef-lieu est la ville éponyme d'Ayahualulco. Elle dépend de la région administrative de Capital, qui est une des 10 subdivisions administratives de l'État de Veracruz, et qui comprend sa capitale étatique, Xalapa.

## Géographie
La municipalité d'Ayahualulco s'étend du nord au sud dans la bassin versant du fleuve Río Antigua, dont deux de ses tributaires, le Río Chichiquila et le Río del Rosario, la traversent au sud. Ces deux rivières encadrent au nord et au sud le chef-lieu éponyme de la municipalité, Ayahualulco. Elle confine au nord sur les pentes du volcan Cofre de Perote. Assise sur les contreforts de la Sierra Madre orientale, son altitude oscille entre 1200 et 4200 mètres. Son territoire est en deux parties, avec un territoire principal à l'ouest, et une exclave à l'est, les deux étant séparés par la municipalité d'Ixhuacán de los Reyes. Ce territoire couvre une superficie de 172,8 km2, et était peuplé en 2015 de 26 694 habitants, pour une densité de 154,5 habitants par km2.
Cette municipalité est limitrophe au nord et à l'ouest de celle de Perote, à l'ouest, dans l'État de Puebla, de celle de Lafragua, au sud de celle de Chichotla, et à l'est, à nouveau dans l'État de Veracruz, de celles d'Ixhuacán de los Reyes et de Xico. Son exclave est limitrophe à l'ouest de celle d'Ixhuacán de los Reyes, au sud de celle de Cosautlán de Carvajal, et à l'est de celle de Teocelo.

## Composition et démographie
La municipalité était composée en 2015 de 48 localités, dont 2 étaient considérées comme urbaines, les autres étant rurales.
| Localité            | Population |
| ------------------- | ---------- |
| Los Altos           | 3934       |
| Ayahualulco         | 2832       |
| Xololoyan           | 2172       |
| El Triunfo          | 1935       |
| Xocotepec           | 1677       |
| Reste des localités | 12 906     |
| Total population    | 26 694     |

En plus de l'espagnol, plusieurs langues amérindiennes sont parlées dans la municipalité, dont les principales sont par ordre d'importance : le nahuatl, les autres étant très marginales.

## Histoire
En 1926-1927, la municipalité d'Ayahualulco est brièvement absorbée par sa voisine Ixhuacán de los Reyes.

## Économie

### Agriculture et élevage
La superficie des parcelles semées représentait en 2019 une surface totale de 6780 hectares, parmi lesquels 5059 hectares étaient voués à la culture du maïs, 912 hectares étaient voués à la culture de la vicia faba, une plante herbacée cultivée pour ses graines, et 600 hectares étaient voués à celle de la pomme de terre, localement nommé "papa".
En 2019, la production de viande par tonnes comprenait 62,5 tonnes de viande bovine, 205,5 tonnes de viande porcine, 1013,3 tonnes de viande ovine, 22,1 tonnes de viande caprine, 37 tonnes de volailles, et 5 tonnes de dinde. La superficie vouée à l'élevage représentait alors 2096 hectares.